# فالدرزهوف
والدرزهوف (بالألمانية: Waldershof) هي بلدة ألمانية تقع في Tirschenreuth (district) في ألمانيا. يقدر عدد سكانها بـ 4,572 نسمة .

## معرض صور

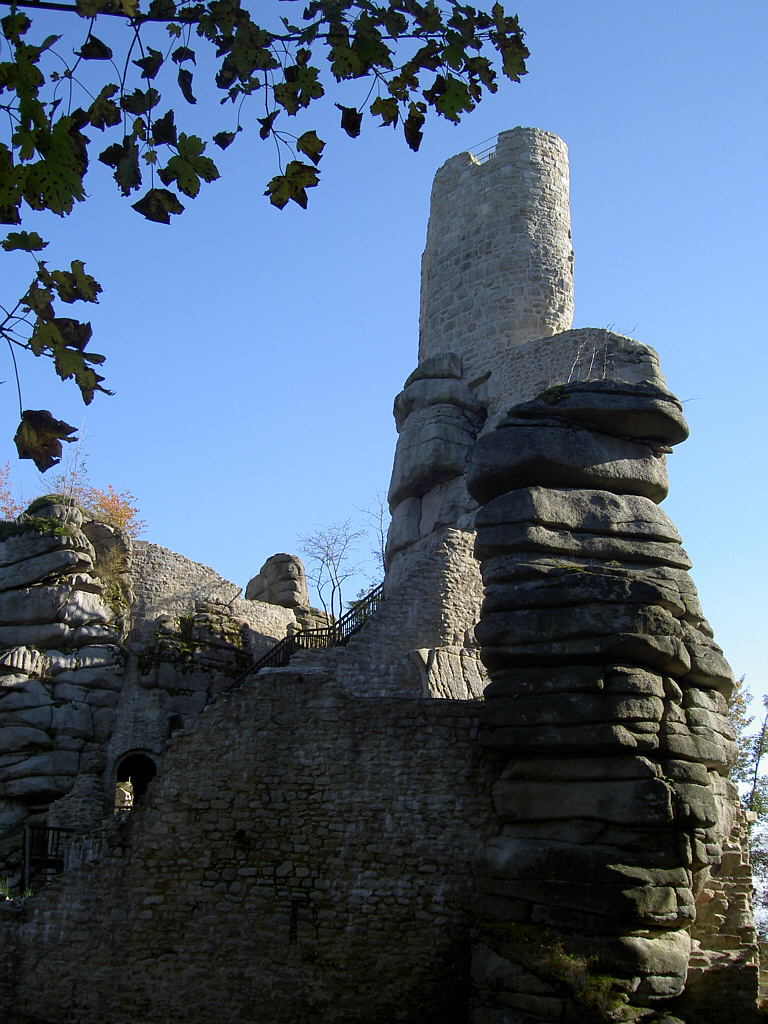
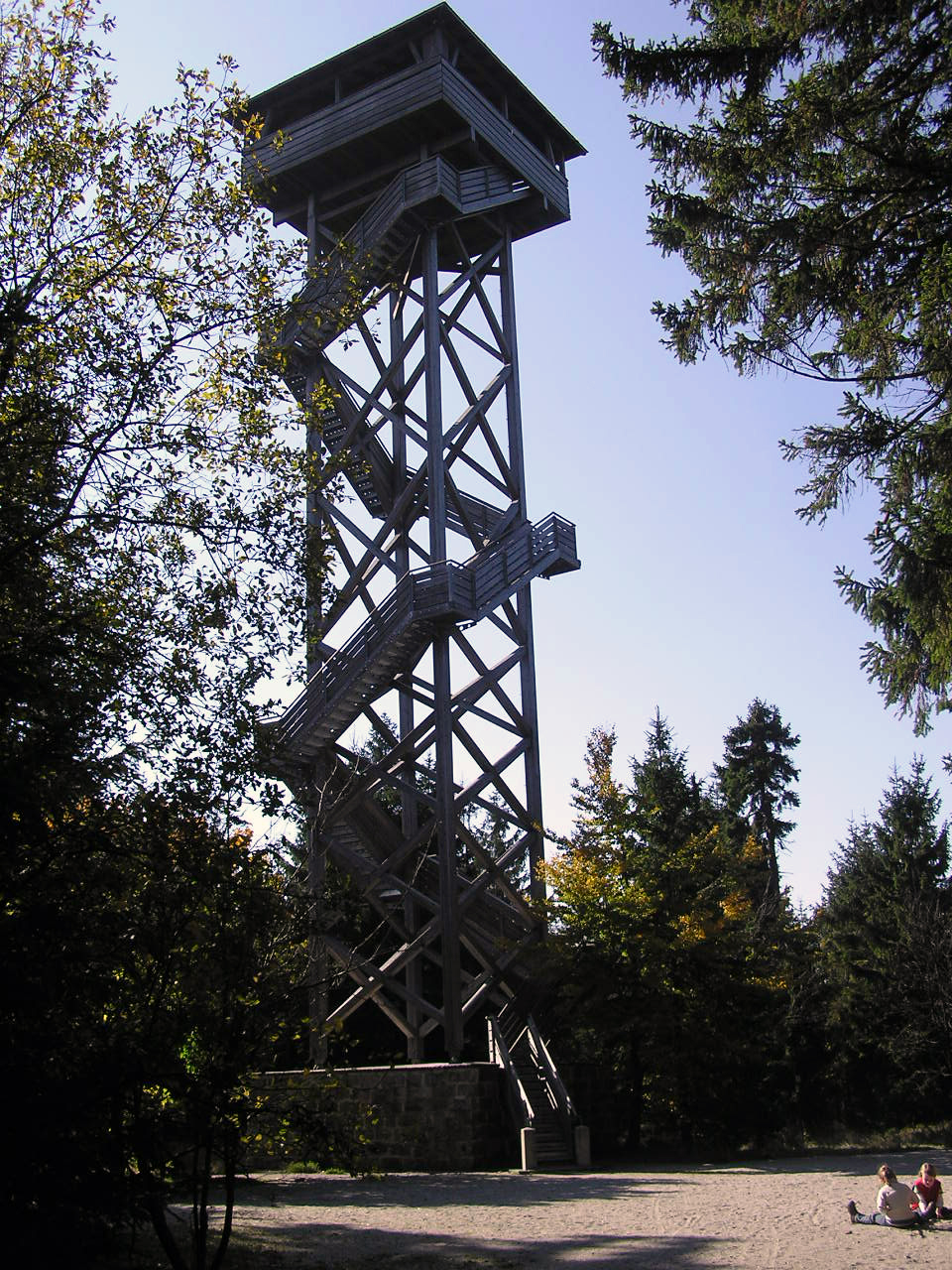
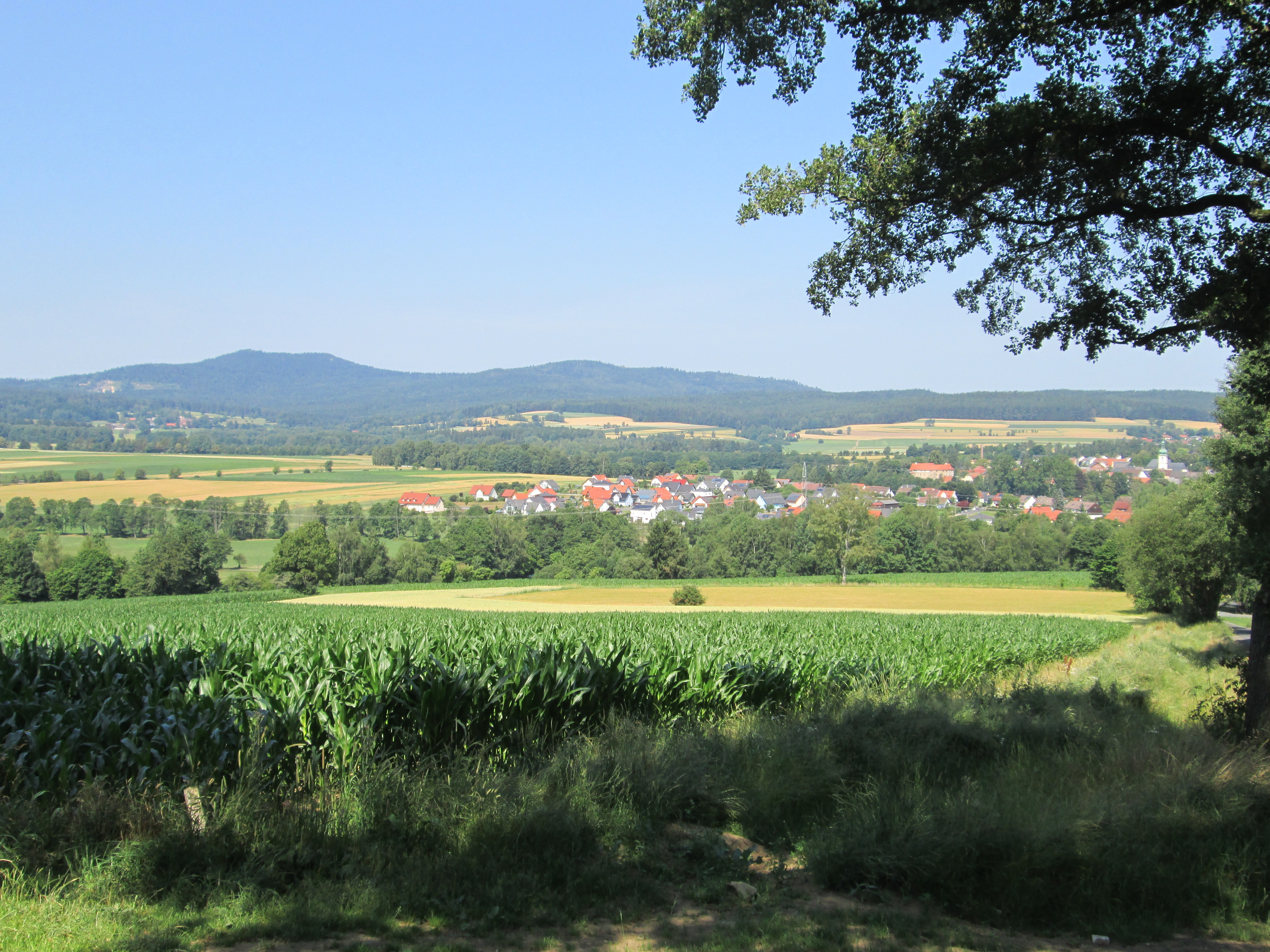